# 嘉裕西服
嘉裕股份有限公司（Carnival Industrial Corporation），前身為嘉裕紡織股份有限公司，一般略稱為嘉裕西服，由楊炳連創辦於1969年12月12日，翌年並於桃園縣中壢市（今桃園市中壢區）設立工廠。
該公司起初生產褲襪與女用成衣，1976年推出男用西裝，並在同年12月股票上市。1977年推出自有品牌「嘉裕西服」，並於臺北新光三越百貨南京西路店、高雄大統百貨設置專櫃，且成立臺北德貴直營店。自1998年起，該公司與裕隆汽車集團策略聯盟，並於2002年經股東大會同意通過由嚴凱泰出任董事長。從此嚴凱泰常於公開場合穿著自家的西服品牌，成為鮮明的活廣告。
因成衣外銷競爭激烈與近年政治經濟因素，嘉裕於2020年6月進行董事會改選後由董事長嚴陳莉蓮與副董事長陳伯鏞帶領經營團隊進行供應鏈管理為主的品牌操作新規畫。

## 公司沿革
- 1969年：楊炳連創設嘉裕紡織股份有限公司。
- 1970年：設置中壢廠。
- 1971年：中壢廠成立假撚部與織襪部，生產褲襪。
- 1972年：成立針織部、成衣部，開始外銷女裝成衣。
- 1973年：成立染整部。
- 1974年：外銷男用輕便裝。
- 1976年：推出西裝，同年12月股票上市，資本額為新臺幣1億4,445萬元。
- 1977年：推出「嘉裕西服」品牌，並於臺北新光百貨南京西路店、高雄大統百貨設置專櫃，並設臺北德貴直營門市。
- 1979年：經國際羊毛事務局獲准使用國際羊毛標誌，成為首家使用該標誌的國產成衣西服品牌。
- 1981年：設立桃園廠。
- 1983年：與日本銀座山形屋株式會社簽署技術協定；6月更名為嘉裕股份有限公司。
- 1988年：轉投資設立菲律賓嘉裕股份有限公司。
- 1989年：3月購置桃園市龍壽街廠房。
- 1991年：7月與江蘇無錫協新毛紡廠共同成立無錫嘉新服裝有限公司；11月轉投資第一個非本業投資事業美國保富銀行（Preferred Bank）。
- 1992年：10月成立子公司英屬維京群島嘉裕國際股份有限公司。
- 1993年：4月轉投資成立無錫嘉錫大廈有限公司及無錫湖嘉服裝有限公司；5月轉投資成立無錫協新毛紡織染有限公司。
- 1994年：11月投資設立英屬維京群島嘉裕海外股份有限公司，並轉投資成立菲律賓嘉菲股份有限公司。
- 1996年：轉投資成立無錫新裕服裝有限公司。
- 1997年：1月成立英屬維京群島嘉裕環球股份有限公司；10月跨足電子業設立嘉晶電子股份有限公司；11月發行第一次國內無擔保可轉換公司債；12月嘉裕股份有限公司更改英文名稱為Carnival Industrial Corporation。
- 1998年：與裕隆汽車集團策略聯盟。
- 1999年：9月成立臺北研發中心，12月該公司成立屆滿三十週年，啟用新的CI企業識別系統。
- 2000年：12月將中壢廠外銷女裝後段生產線轉移至菲律賓。
- 2001年：8月中壢廠成立保稅倉庫。
- 2002年：股東大會通過嚴凱泰為新任董事長，楊炳連改聘為名譽董事長；10月成立上海凱納爾國際貿易公司，負責中國地區之內銷業務。
- 2004年：取得義大利Giorgio Armani代理權，6月轉投資設立越南立元製衣責任有限公司。
- 2008年：取得義大利Diesel代理。
- 2019年：取得義大利FURLA代理權。
- 2020年：董事會改選，確立以供應鏈管理見長整合的品牌家族（HOUSE OF BRANDS）商業模式；中壢廠取得ISO驗證；10月取得海空軍供售站標案，深根國內供應鏈。

## 外部連結
- 嘉裕西服官方網站（页面存档备份，存于）
- Carnival 嘉裕的Facebook專頁
- Carnival 嘉裕的Instagram帳戶